# Episodi di Un uomo in casa (seconda stagione)
La seconda stagione della serie televisiva Un uomo in casa (Man About the House) è andata in onda nel Regno Unito dal 9 gennaio al 13 febbraio 1974 sulla ITV.
In Italia, questa stagione è andata in onda su Rai 2 dal 16 al 23 novembre 1978 nel corso del programma-contenitore preserale Buonasera con... Renato Rascel. Nella prima trasmissione italiana, non è stato seguito l'ordine cronologico originale degli episodi.
| nº | Titolo originale                 | Titolo italiano            | Prima TV GB      | Prima TV Italia  |
| -- | -------------------------------- | -------------------------- | ---------------- | ---------------- |
| 1  | While the Cat's Away             | Quando il gatto non c'è    | 9 gennaio 1974   | 17 novembre 1978 |
| 2  | Colour Me Yellow                 | Per una birra in più       | 16 gennaio 1974  | 16 novembre 1978 |
| 3  | In Praise of Older Men           | Per un weekend in meno     | 23 gennaio 1974  | 20 novembre 1978 |
| 4  | Did You Ever Meet Rommel?        | Hai mai incontrato Rommel? | 30 gennaio 1974  | 22 novembre 1978 |
| 5  | Two Foot Two, Eyes of Blue       | Concerto per baby sitter   | 6 febbraio 1974  |                  |
| 6  | Carry Me Back to Old Southampton | Southampton, oh cara!      | 13 febbraio 1974 | 23 novembre 1978 |